# 陳大順
陳大順（1964年11月16日—），和名大順將弘（日语：／ Taijun Masahiro），是台灣的棒球選手之一，曾效力於日本職棒千葉羅德海洋隊及中華職棒味全龍隊，守備位置為一壘手，哥哥是著名旅日棒球選手陳大豐。

## 生平

### 日本職棒時期
從華興中學畢業後便加入中國石油棒球隊及合作金庫棒球隊，後赴日本就讀名古屋商科大學，並在愛知大學棒球聯盟中出賽65場，共擊出88支安打及14支全壘打，另有58分打點，打擊率0.361，大學畢業後便進入羅德獵戶星隊擔任練習生，後於1991年正式加盟球隊，開啟職棒生涯，雖然在二軍的表現非常突出，但陳大順在日本職棒一軍只累計出賽12場，擊出5支安打及1支全壘打，打擊率僅0.147，且安打及全壘打都是在1992年才開張，也因此讓他於該年年底決定回台灣參加剛成立不久的中華職棒。

### 中華職棒時期
1992年的季後選秀會，味全龍隊隨即指名剛歸國的陳大順，而陳大順也成為味全的主戰一壘手，直到1999年球隊解散為止，他在中華職棒累計出賽486場，擊出330支安打，40支全壘打，打擊率0.253，其中1999年還入選明星賽，也是味全解散前最後入選明星賽的成員之一。

## 職棒生涯成績

### 日本職棒
| 年度 | 球隊         | 出賽 | 打數 | 安打 | 全壘打 | 打點 | 盜壘 | 三振 | 四死 | 壘打數 | 打擊率 | 上壘率 | 長打率 | OPS   |
| ---- | ------------ | ---- | ---- | ---- | ------ | ---- | ---- | ---- | ---- | ------ | ------ | ------ | ------ | ----- |
| 1991 | 羅德獵戶星   | 3    | 3    | 0    | 0      | 0    | 0    | 2    | 0    | 0      | 0.000  | 0.000  | 0.000  | 0.000 |
| 1992 | 千葉羅德海洋 | 9    | 34   | 5    | 1      | 4    | 0    | 9    | 1    | 8      | 0.147  | 0.194  | 0.235  | 0.430 |
| 合計 | 2年          | 12   | 37   | 5    | 1      | 4    | 0    | 11   | 1    | 8      | 0.135  | 0.179  | 0.216  | 0.396 |

### 中華職棒
| 年度 | 球隊   | 出賽 | 打數 | 安打 | 全壘打 | 打點 | 盜壘 | 三振 | 四死 | 壘打數 | 打擊率 | 上壘率 | 長打率 | OPS   |
| ---- | ------ | ---- | ---- | ---- | ------ | ---- | ---- | ---- | ---- | ------ | ------ | ------ | ------ | ----- |
| 1993 | 味全龍 | 61   | 160  | 31   | 4      | 17   | 0    | 34   | 7    | 54     | 0.194  | 0.226  | 0.338  | 0.564 |
| 1994 | 味全龍 | 72   | 220  | 70   | 11     | 32   | 1    | 47   | 18   | 117    | 0.318  | 0.368  | 0.532  | 0.900 |
| 1995 | 味全龍 | 47   | 146  | 38   | 5      | 18   | 0    | 29   | 6    | 62     | 0.260  | 0.288  | 0.425  | 0.713 |
| 1996 | 味全龍 | 65   | 125  | 38   | 3      | 18   | 1    | 20   | 4    | 55     | 0.304  | 0.328  | 0.440  | 0.768 |
| 1997 | 味全龍 | 70   | 191  | 44   | 6      | 25   | 2    | 42   | 16   | 70     | 0.230  | 0.290  | 0.366  | 0.656 |
| 1998 | 味全龍 | 95   | 245  | 55   | 8      | 37   | 3    | 41   | 30   | 95     | 0.224  | 0.307  | 0.388  | 0.695 |
| 1999 | 味全龍 | 76   | 219  | 54   | 3      | 31   | 0    | 39   | 18   | 72     | 0.247  | 0.304  | 0.329  | 0.633 |
| 合計 | 7年    | 486  | 1306 | 330  | 40     | 178  | 7    | 252  | 99   | 525    | 0.253  | 0.305  | 0.402  | 0.707 |

## 特殊事蹟
- 1991年7月28日，於日本職棒一軍生涯初登板，對戰大阪近鐵猛牛隊，代打遭到野茂英雄三振。
- 1992年8月18日，對大阪近鐵猛牛隊首度擔任四棒指定打擊，在4局下從江坂政明手中擊出追平的2分全壘打，也是日本職棒生涯唯一的全壘打。
- 1993年3月26日，對三商虎隊擊出中職生涯首安。
- 1993年4月2日，對俊國熊隊打下中職生涯首分打點。
- 1993年4月25日，對時報鷹隊投手蔡明宏擊出2分打點全壘打，為中職生涯首轟。
- 1993年9月12日，對兄弟象隊由當時擔任第四棒的艾勃、第五棒羅世幸及第六棒陳大順從投手陳義信手中連續3打席擊出全壘打，為中華職棒史上第二次，也是味全龍隊史第二次，該季第二次。
- 1998年3月1日，對三商虎隊擊出新莊棒球場的第一支全壘打。

## 外部連結
- 陳大順在台灣棒球維基館上的頁面（繁體中文）
- 陳大順在日本職棒（英语）
- 陳大順在中華職棒
- 陳大順在Baseball-Reference.com（小聯盟以及海外聯盟）（英语）

| 前任： 呂明賜 | 中華職棒新人選秀狀元 1993年 | 繼任： 童琮輝 |